# あきた湖東農業協同組合
あきた湖東農業協同組合（あきたことうのうぎょうきょうどうくみあい）は、秋田県南秋田郡五城目町に本所を置く農業協同組合。愛称はJAあきた湖東。

## 概要
1998年4月1日、JA秋田中央会が進める11広域合併構想に沿って、五城目町、井川町、飯田川町、秋田昭和町の4農協が合併し、あきた湖東農業協同組合として発足する。この合併に八郎潟町農業協同組合は合併意義が不透明として参加を見送った。
しかし、1999年度に初めて赤字決算を計上した八郎潟町農協が、JA秋田中央会の監査を受けた所、5.04%としていた自己資本比率が実際にはマイナス1.31%であることが分かった。このためJA秋田中央会の仲介で八郎潟町農協があきた湖東農協に合併を申し入れ、翌年6月1日に同農協は八郎潟町農協を合併した。
2018年4月を目処に、財務基盤や販売力の強化を狙い、新あきた農業協同組合(本部・秋田市)および秋田みなみ農業協同組合(本所・男鹿市)と合併し、「秋田なまはげ農業協同組合」としての発足を予定していた。しかし、2016年度にあきた湖東農協の漬け物の加工や販売事業を手掛ける子会社で赤字を出したことを受け、あきた湖東農協は合併の参加を見送る方針を表明した。その後、2018年4月1日付で、新あきた農協が秋田みなみ農協を吸収合併し、現在の「秋田なまはげ農業協同組合」（本部・秋田市）が発足することになった。

## 沿革
- 1998年 - 五城目町、井川町、飯田川町、秋田昭和町の4農協が合併し、あきた湖東農業協同組合を設立。
- 時期不明 - 内川支所、富津内支所、大川支所を廃店。
- 2001年 - 八郎潟町農業協同組合を吸収合併。
- 時期不明 - 馬場目支所、上井河出張所を廃店。
- 2022年1月17日 - 飯田川支所を昭和支所に統合。併せて、昭和支所を潟上支所に改称。

## 脚註
1. ↑  旧昭和町のうち、現在の潟上市昭和八丁目、昭和乱橋、昭和大久保字北野の各地区については、旧追分農協の流れを組む、秋田なまはげ農業協同組合のエリアであり、定款上は重複して事業エリアとされている。
2. ↑  「来年4月合併4JA あきた湖東農協に決定」『朝日新聞』秋田版 1997年4月2日
3. ↑  「八郎潟農協 経営難で合併方針 あきた湖東と」『朝日新聞』秋田版 2000年8月27日
4. ↑  「八郎潟農協、年度内に合併も 経営改善計画決定」『朝日新聞』秋田版 2000年9月3日
5. ↑  新名称「なまはげ」 推進協、県象徴する存在に ／秋田毎日新聞 2016年11月25日
6. ↑  「3JAの合併 18年4月に 新名称JA秋田なまはげ」『読売新聞』秋田版 2016年11月25日
7. ↑  「2農協合併で調印式」NHK NEWS WEB 秋田 2017年10月11日